# Décès en août 2012
Décès
- 2008
- 2009
- 2010
- 2011
- 2012
- 2013
- 2014
- 2015
- 2016

Pour une information complémentaire, voir la page d'aide.

| Date     | Nom                     | Activités                                                                                                   | Âge | Source           |
| -------- | ----------------------- | --- | --- | ---------------- |
| 1er août | Aldo Maldera            | Footballeur italien.                                                                                        | 58  | (it)             |
| 1er août | Keiko Tsushima          | Actrice japonaise.                                                                                          | 86  | (ja)             |
| 2 août   | John Keegan             | Historien militaire et journaliste britannique.                                                             | 78  | (en)             |
| 2 août   | Bernd Meier             | Footballeur allemand.                                                                                       | 40  | (de)             |
| 2 août   | Gilbert Prouteau        | Écrivain et cinéaste français.                                                                              | 95  |                  |
| 2 août   | Mihaela Ursuleasa       | Pianiste roumaine.                                                                                          | 33  |                  |
| 2 août   | Jean-Yves Valentini     | Footballeur suisse.                                                                                         | 62  |                  |
| 3 août   | Marc Alfos              | Comédien et directeur artistique français.                                                                  | 56  |                  |
| 3 août   | Martin Fleischmann      | Scientifique britannique.                                                                                   | 85  | (en)             |
| 4 août   | Metin Erksan            | Réalisateur turc de cinéma.                                                                                 | 83  | (tr)             |
| 4 août   | Cesare Pinarello        | Coureur cycliste italien.                                                                                   | 79  |                  |
| 4 août   | Jorge Luke              | Acteur et chanteur mexicain.                                                                                | 70  |                  |
| 5 août   | Michel Daerden          | Homme politique belge.                                                                                      | 62  |                  |
| 5 août   | Chavela Vargas          | Chanteuse mexicaine.                                                                                        | 93  |                  |
| 5 août   | Roland C. Wagner        | Écrivain français de science-fiction.                                                                       | 51  |                  |
| 6 août   | Simone Boisecq          | Sculptrice non figurative française.                                                                        | 90  |                  |
| 6 août   | Marvin Hamlisch         | Compositeur américain.                                                                                      | 68  |                  |
| 6 août   | Robert Hughes           | Écrivain et historien d'art australien.                                                                     | 74  |                  |
| 6 août   | Bernard Lovell          | Physicien et radioastronome britannique.                                                                    | 98  |                  |
| 6 août   | Ruggiero Ricci          | Violoniste américain.                                                                                       | 94  |                  |
| 6 août   | Dan Roundfield          | Basketteur américain.                                                                                       | 59  |                  |
| 7 août   | Paul Berliet            | Industriel français.                                                                                        | 93  |                  |
| 7 août   | Anna Piaggi             | Journaliste de mode italienne.                                                                              | 81  |                  |
| 7 août   | Michel Polac            | Journaliste de presse, télévision et radio, producteur, écrivain, critique littéraire et cinéaste français. | 82  |                  |
| 7 août   | Émile Viollat           | Skieur alpin français.                                                                                      | 75  |                  |
| 8 août   | Kurt Maetzig            | Réalisateur allemand de cinéma.                                                                             | 101 | (de)             |
| 9 août   | Piotr Fomenko           | Metteur en scène russe de théâtre.                                                                          | 80  |                  |
| 9 août   | Al Freeman, Jr.         | Acteur américain.                                                                                           | 78  | (en)             |
| 9 août   | Mel Stuart              | Réalisateur américain de cinéma.                                                                            | 83  |                  |
| 10 août  | Irving Fein (en)        | Producteur de télévision et de américain.                                                                   | 99  | (en)             |
| 10 août  | Mouloud Aounit          | Homme politique français, ancien président du MRAP.                                                         | 59  | (fr)             |
| 10 août  | Philippe Bugalski       | Pilote de rallye français.                                                                                  | 49  | (fr)             |
| 10 août  | Carlo Rambaldi          | Peintre et sculpteur italien spécialisé dans la réalisation d'effets spéciaux pour le cinéma.               | 86  | (it)             |
| 11 août  | Michael Dokes           | Boxeur américain.                                                                                           | 54  | (en)             |
| 12 août  | Ève Cournoyer           | Chanteuse québécoise.                                                                                       | 43  |                  |
| 12 août  | Joe Kubert              | Dessinateur américain de comics.                                                                            | 85  |                  |
| 13 août  | Roger Duquesnoy         | Joueur de basket-ball français.                                                                             | 64  |                  |
| 13 août  | Helen Gurley Brown      | Écrivain et femme d'affaires américaine.                                                                    | 90  |                  |
| 13 août  | Hervé-Marie Le Cléac'h  | Évêque français, évêque émérite de Taiohae (Iles Marquises).                                                | 97  |                  |
| 13 août  | Johnny Pesky            | Joueur américain de baseball.                                                                               | 92  |                  |
| 14 août  | Maja Bošković-Stulli    | Slaviste et folkloriste yougoslave.                                                                         | 89  |                  |
| 14 août  | Svetozar Gligorić       | Joueur d'échecs serbe.                                                                                      | 89  |                  |
| 14 août  | Sergueï Kapitsa         | Physicien et démographe russe.                                                                              | 84  |                  |
| 14 août  | Ron Palillo             | Acteur américain.                                                                                           | 63  | (en)             |
| 14 août  | Phyllis Thaxter         | Actrice américaine.                                                                                         | 92  | (en)             |
| 15 août  | Elson Beiruth           | Footballeur brésilien.                                                                                      | 70  | (es)             |
| 15 août  | Altamiro Carrilho       | Musicien (flûtiste) et compositeur brésilien.                                                               | 87  | (pt)             |
| 15 août  | Biff Elliot             | Acteur américain.                                                                                           | 89  |                  |
| 15 août  | Martine Franck          | Photographe belge.                                                                                          | 74  |                  |
| 15 août  | Yann Fronty             | Journaliste français, rédacteur en chef du 19/20 sur France 3.                                              | 39  |                  |
| 15 août  | Harry Harrison          | Écrivain américain de science-fiction.                                                                      | 87  | (en)             |
| 16 août  | Lalla Amina du Maroc    | Princesse du Maroc, présidente de la fédération royale marocaine des sports équestres.                      | 58  |                  |
| 16 août  | Dominique Chevalier     | Footballeur français.                                                                                       | 56  |                  |
| 16 août  | William Windom          | Acteur américain.                                                                                           | 88  | (en)             |
| 16 août  | Paulos Gebre Yohannes   | Patriarche de l'église éthiopienne orthodoxe.                                                               | 76  |                  |
| 17 août  | Jean Béranger           | Entraîneur et sportif français, ancien entraîneur de l'équipe de France de ski.                             | 75  |                  |
| 17 août  | Jean-Paul Moisan        | Professeur de génétique médicale français.                                                                  | 55  |                  |
| 17 août  | Patrick Ricard          | Homme d'affaires français.                                                                                  | 67  |                  |
| 17 août  | Uta Franz               | Actrice autrichienne.                                                                                       | 76  |                  |
| 18 août  | Scott McKenzie          | Chanteur américain, interprète de la chanson San Francisco.                                                 | 73  |                  |
| 18 août  | Jesse Robredo           | Homme politique philippin, ministre de l'Intérieur (en fonction).                                           | 54  |                  |
| 18 août  | George Bowers           | Monteur et réalisateur américain.                                                                           | 68  |                  |
| 19 août  | Catherine Lépront       | Romancière, nouvelliste, dramaturge française, prix Goncourt de la nouvelle.                                | 61  |                  |
| 19 août  | Maïté Nahyr             | Actrice belge.                                                                                              | 64  |                  |
| 19 août  | Ghazi al-Sadiq (en)     | Homme politique soudanais, ministre de l'Orientation religieuse et des legs pieux (en fonction).            | 56  |                  |
| 19 août  | Tony Scott              | Réalisateur, scénariste et producteur britannique.                                                          | 68  |                  |
| 20 août  | Dom Mintoff             | Homme politique maltais.                                                                                    | 96  |                  |
| 20 août  | Phyllis Diller          | Humoriste, présentatrice de télévision et actrice américaine.                                               | 95  |                  |
| 20 août  | Meles Zenawi            | Homme politique éthiopien, premier ministre de 1995 à 2012.                                                 | 57  |                  |
| 21 août  | Georg Leber             | Homme politique allemand.                                                                                   | 91  | (de)             |
| 21 août  | Louis Le Bouëdec        | Doyen masculin des Français.                                                                                | 109 |                  |
| 21 août  | Don Raleigh             | Joueur canadien de hockey sur glace.                                                                        | 86  | (en)             |
| 21 août  | Guy Spitaels            | Homme politique belge.                                                                                      | 80  |                  |
| 21 août  | William Thurston        | Mathématicien américain, lauréat de la médaille Fields en 1982.                                             | 65  | (en)             |
| 21 août  | Sergio Toppi            | Scénariste et dessinateur de bande dessinée italien.                                                        | 79  |                  |
| 21 août  | Jean Tranape            | Combattant de la France libre, héros de la bataille de Bir Hakeim, compagnon de la Libération français.     | 93  |                  |
| 22 août  | Houssaine Anafal        | Joueur marocain de football.                                                                                | 59  |                  |
| 22 août  | Paul Shan Kuo-hsi       | Cardinal chinois de l'église catholique romaine.                                                            | 88  |                  |
| 23 août  | Jean-Luc Delarue        | Animateur et producteur français de télévision.                                                             | 48  |                  |
| 23 août  | Jerry Nelson            | Acteur et marionnettiste américain.                                                                         | 78  | (en)             |
| 23 août  | Steve Van Buren         | Joueur américain de football américain.                                                                     | 91  | (en)             |
| 24 août  | Pauli Ellefsen          | Homme politique féroïen, Premier ministre de 1981 à 1985.                                                   | 76  | (is)             |
| 24 août  | Félix                   | Footballeur international brésilien.                                                                        | 74  |                  |
| 25 août  | Neil Armstrong          | Astronaute américain, premier homme à avoir posé le pied sur la Lune.                                       | 82  |                  |
| 26 août  | Roland-Pierre Paringaux | Journaliste français.                                                                                       | 70  |                  |
| 26 août  | Stéphane Slima          | Acteur français.                                                                                            | 41  |                  |
| 27 août  | Malcolm Browne          | Journaliste et photographe américain.                                                                       | 81  |                  |
| 27 août  | Maguy Dussauchoy        | Comédienne française.                                                                                       | 88  |                  |
| 27 août  | Art Heyman              | Joueur américain de basket-ball.                                                                            | 71  | (en)             |
| 27 août  | Ivan Horvat             | Joueur puis entraîneur de football croate.                                                                  | 86  |                  |
| 27 août  | Antoine Redin           | Joueur puis entraîneur de football français.                                                                | 77  |                  |
| 28 août  | Shulamith Firestone     | Féministe radicale canadienne.                                                                              | 67  |                  |
| 29 août  | Paule Bronzini          | Doyenne des Français.                                                                                       | 112 |                  |
| 29 août  | Marie-Régina Cazabon    | Religieuse française                                                                                        | 102 |                  |
| 29 août  | Louis Magnat            | Résistant français et Compagnon de la Libération.                                                           | 97  |                  |
| 30 août  | Chris Lighty            | Homme d'affaires, patron de label américain.                                                                | 44  |                  |
| 31 août  | Aleksandr Iefimov       | Militaire russe.                                                                                            | 89  | (ru)             |
| 31 août  | Joe Lewis               | Fulleur américain.                                                                                          | 68  |                  |
| 31 août  | Carlo Maria Martini     | Cardinal italien, jésuite et archevêque de Milan de 1980 à 2002.                                            | 85  |                  |
| 31 août  | Sergueï Sokolov         | Militaire russe.                                                                                            | 101 | [réf. souhaitée] |
| 31 août  | George R. Whyte         | Écrivain et compositeur britannique.                                                                        | 79  |                  |